# Lýková vlákna
Lýková vlákna se získávají ze stonku některých, zejména dvojděložných plodin. Patří k nim především juta, len, konopí, ramie, sisal, kenaf a kokos.
V odborné literatuře nepřiřazují někteří autoři k lýkovým vláknům vlákna z listů (sisal), a ani vlákna ze semen (kokos)

## Vlastnosti lýkových vláken
V tabulce je uvedena světová spotřeba a některé fyzikální vlastnosti nejdůležitějších lýkových vláken v porovnání s bavlnou: 
| Vlákno | Světová spotřebax 1000 t | Střední délka mm | Střední jemnost µm | Relativní pevnost mN/tex |
| juta   | 2 500                    | 2-4              | 15-20              | 53-196                   |
| len    | 500                      | 17-20            | 12-17              | 440-530                  |
| konopí | 100                      | 10-14            | 14-17              | 290-690                  |
| ramie  | 150                      | 50-65            | 30-50              | 500-900                  |
| bavlna | 25 000                   | 19-38            | 10-17              | 245-370                  |

x Hrubý odhad spotřeby v roce 2015

## Galerie výrobků z lýkových vláken

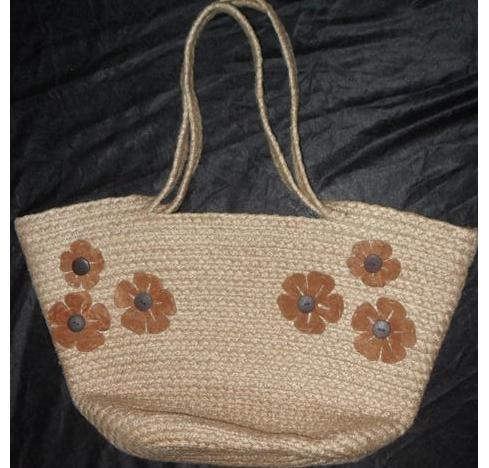
Kabelka z jutové příze
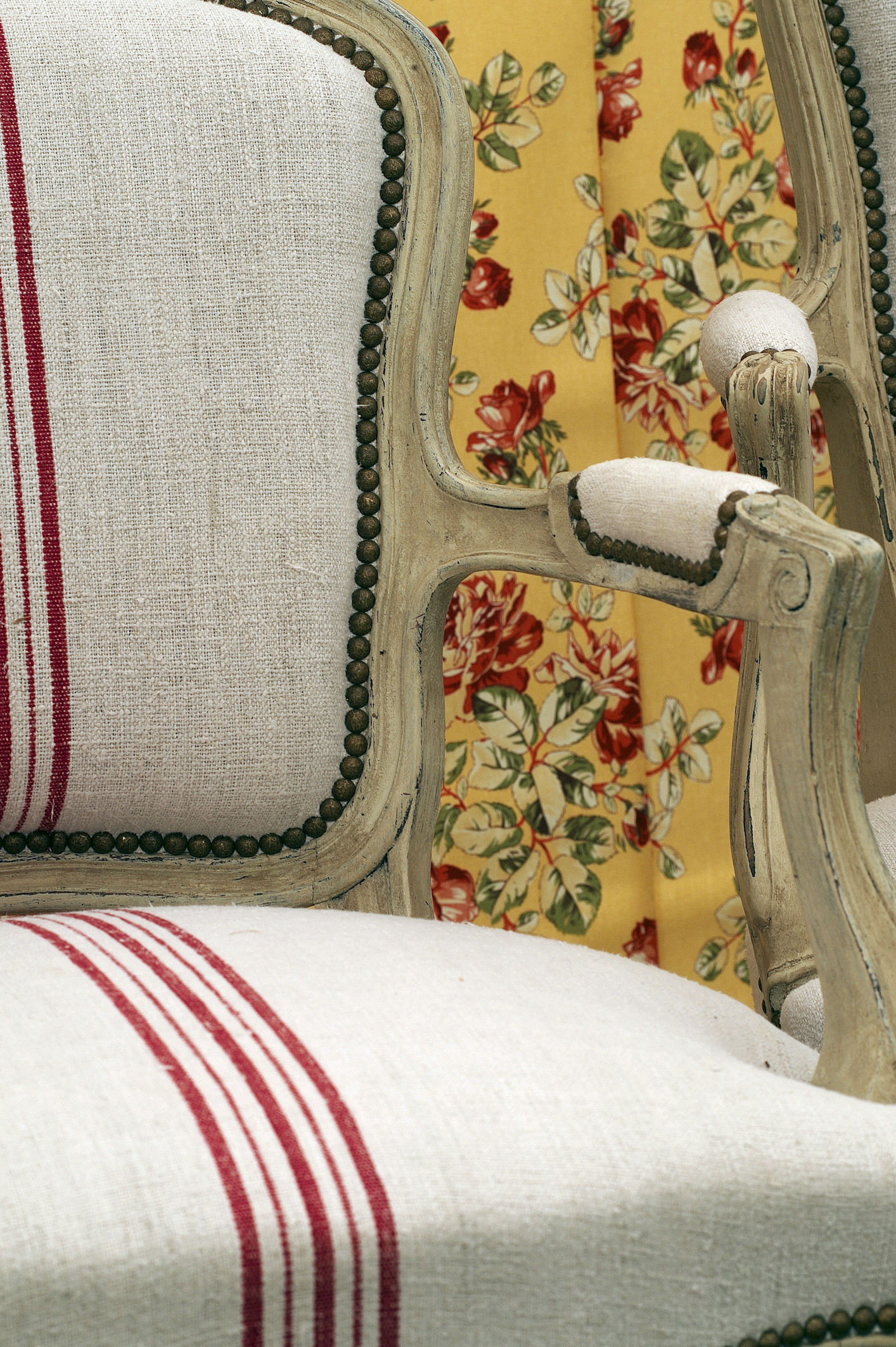
Lněný potah na židli
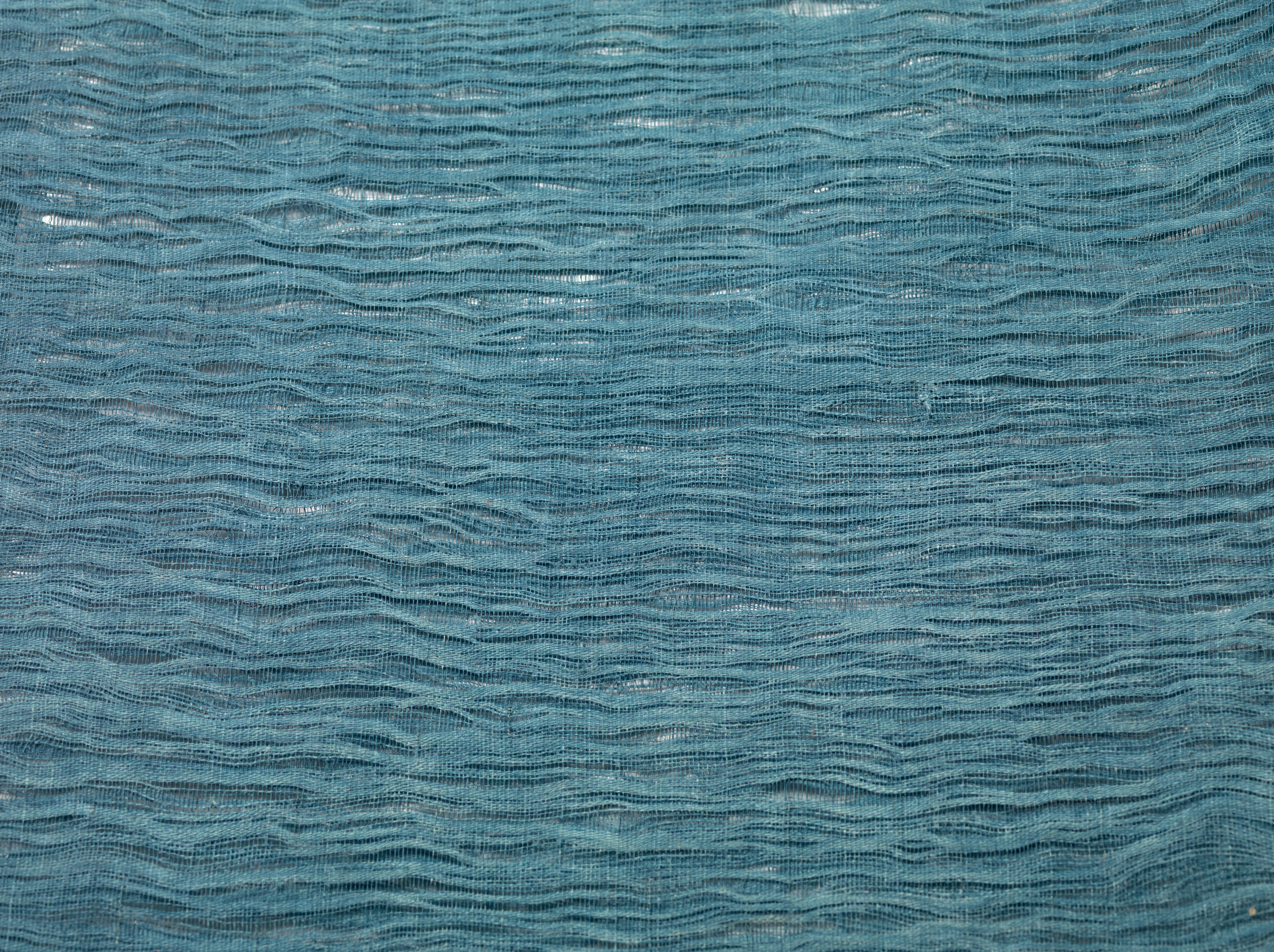
Japonská tkanina z 19. století: osnova z ramie, útek z konopí
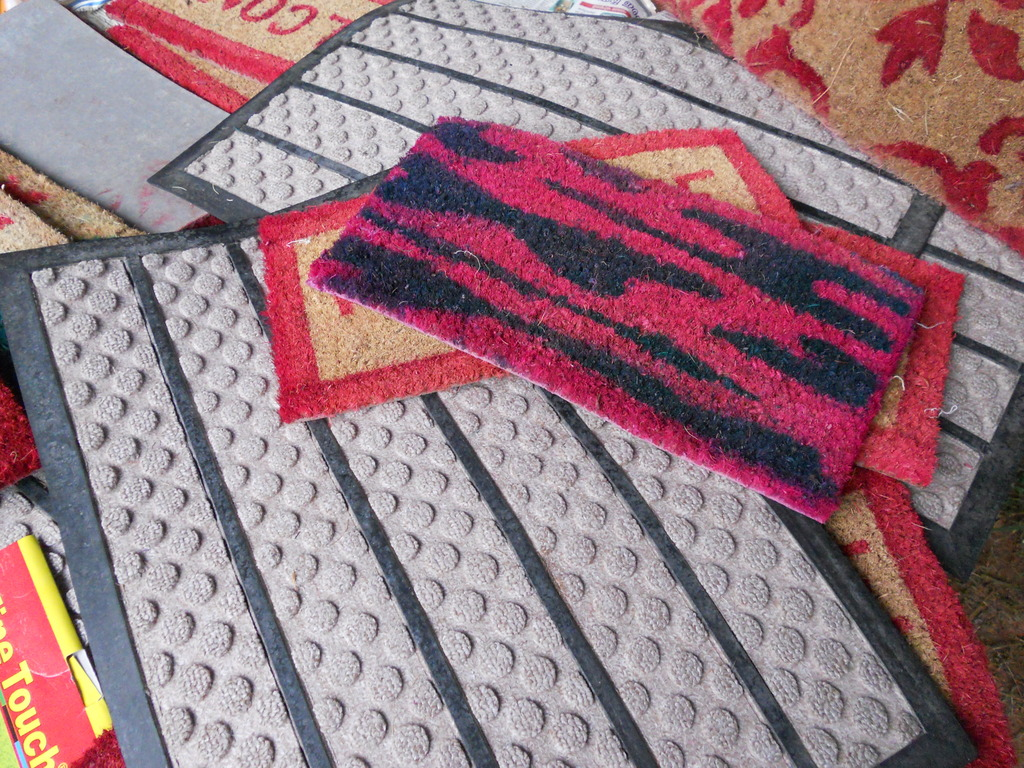
Kokosové rohožky